# Schwarzhorn (Vals)
Schwarzhorn är en bergstopp i Schweiz.   Den ligger i regionen Surselva och kantonen Graubünden, i den sydöstra delen av landet, 140 km öster om huvudstaden Bern. Toppen på Schwarzhorn är 3 025 meter över havet, eller 184 meter över den omgivande terrängen. Bredden vid basen är 4,2 km.
Terrängen runt Schwarzhorn är huvudsakligen bergig. Runt Schwarzhorn är det mycket glesbefolkat, med 5 invånare per kvadratkilometer.. Närmaste större samhälle är Acquarossa, 15,3 km sydväst om Schwarzhorn. 
Trakten runt Schwarzhorn består i huvudsak av gräsmarker.